# Мартин Петров
Мартин Петјов Петров (буг. Мартин Петьов Петров, Враца, 15. јануар 1979) је бивши бугарски фудбалер.

## Клупска каријера
Петров је започео каријеру у Ботев Враци. После неколико сезона у ЦСКА Софији прелази у швајцарски Сервет, против кога је пре трансфера одиграо обе утакмице у Купу УЕФА.
Године 2001. прелази у Волфсбург. У лето 2005. прелази у Атлетико Мадрид за 8.800.000 фунти.
После две године играња у Шпанији, Мартин Петров прелази у Манчестер сити. Свој први меч у Премијер лиги против Вест Хема је одиграо одлично и био један од најзаслужнијих за победу од 2:0.
И поред добрих партија у Манчестер ситију, због доласка великог броја нових играча, Петров је све мање играо и шпекулисало се о његовом одласку из клуба. На крају, 8. јуна 2010. Петрову је истекао уговор и он је напустио клуб. Касније је прешао у Болтон као слободан играч.

## Репрезентација
Јуна 1999, Петров је дебитовао за репрезентацију Бугарске против Енглеске у квалификацијама за ЕУРО 2000. На том мечу Петров је искључен из игре након само 8 минута од уласка у игру.
Петров је за Бугарску постигао једини погодак на Европском првенству 2004. из пенала против Италије.
До сада је за репрезентацију одиграо 88 мечева и постигао 19 голова.

## Трофеји
- Првенство Бугарске : 1
  - 1997.
- Куп Бугарске : 1
  - 1997.
- Првенство Швајцарске : 1
  - 1999.
- Куп Швајцарске : 1
  - 2001.
- Најбољи бугарски играч године : 2006.